# Родриго Пас Дельгадо (стадион)
«Родри́го Пас Дельга́до», неофициально также известный как «Ка́са Бла́нка» (исп. Estadio Rodrigo Paz Delgado; Estadio Casa Blanca) — домашний стадион клуба «ЛДУ Кито». Расположен в городе Кито и является крупнейшим стадионом города, а также вторым по величине после стадиона «Монументаль Исидро Ромеро Карбо» в Гуаякиле. До 12 июня 2017 года назывался «Стадион Лига Депортиво Университариа» или просто «Стадион ЛДУ» (исп. Estadio de Liga Deportiva Universitaria).

## История
Стадион ЛДУ строился в период с 1 марта 1995 по 1997 год. Стоимость проекта — 16 млн. долларов. Первый матч прошёл 6 марта 1997 года, в нём встречались хозяева с бразильским «Атлетико Минейро». Хозяева победили со счётом 3:1. Участник того матча Улисес де ла Крус после долгого периода выступлений за другие клубы, завершил карьеру в ЛДУ в 2012 году и в настоящий момент является депутатом Национальной ассамблеи Эквадора и послом Доброй воли ЮНИСЕФ.
Сборная Эквадора дважды выступала на этом стадионе в 2000 году в рамках отборочного турнира к чемпионату мира 2002 — 29 марта и 15 августа 2000 года. Оба матча (у Венесуэлы и Боливии соответственно) Эквадор выиграл. Обычно сборная выступает на другом стадионе Кито — «Олимпико Атауальпа» (домашняя арена ЛДУ до 1997 года).
В 2008 году ЛДУ принимал первый финальный матч Кубка Либертадорес на этой арене, также, как один из матчей Рекопы 2009. Играла команда и в финале Южноамериканского кубка 2009.
12 июня 2017 года стадион был переименован в честь почётного президента ЛДУ Кито Родриго Паса Дельгадо.
Стадион «Родриго Пас Дельгадо» расположен на высоте 2734 метра над уровнем моря.

## Важнейшие матчи
Ниже представлены важнейшие матчи, которые проходили на стадионе ЛДУ:
- Финал Кубка Либертадорес 2008
- Один из матчей за Рекопу 2009
- Финал Южноамериканского кубка 2009
- Один из матчей за Рекопу 2010
- Решающие матчи Юношеского чемпионата Южной Америки (для футболистов до 17 лет) 2011